# Словенија на Европском првенству у атлетици у дворани 2013.
Словенија је учествовала на 32. Европском првенству у дворани 2013 одржаном у Гетеборгу, Шведска, од 28. фебруара до 3. марта. Ово је било десето Европско првенство у дворани од 1994. године од када Словенија учествује самостално под овим именом. Репрезентацију Словеније представљало је 7 спортиста (4 мушкараца и 3 жене) који су се такмичили у 6. дисциплина (3 мушке и 2 женске).
На овом првенству представници Словеније нису освојили ниједну медаљу, нити су имали такмичара у финалу. Није било нових националних и личних рекорда.

## Учесници
| Бр. | Дисциплина   | Мушкарци                    | Жене          | Укупно |
| --- | ------------ | --------------------------- | ------------- | ------ |
| 1   | 800 м        | Жан Рудолф                  |               | 1      |
| 2   | 1.500 м      | Митја Кревс                 | Маруша Мишмаш | 2      |
| 3   | 60 м препоне |                             | Марина Томич  | 1      |
| 4.  | Скок мотком  | Роберт Ренер Андреј Пољанец |               | 2      |
| 5.  | Троскок      |                             | Маја Браткич  | 1      |
|     | Укупно (5)   | 4                           | 3             | 7      |

## Резултати

### Мушкарци
| Атлетичар      | Дисциплина  | Лични рекорд | Квалификације | Квалификације | Полуфинале           | Полуфинале           | Финале               | Финале     | Детаљи |
| Атлетичар      | Дисциплина  | Лични рекорд | Резултат      | Место         | Резултат             | Место                | Резултат             | Место      | Детаљи |
| -------------- | ----------- | ------------ | ------------- | ------------- | -------------------- | -------------------- | -------------------- | ---------- | ------ |
| Жан Рудолф     | 800 м       | 1:46,96 НР   | 1:51,06       | 3. у гр 3     | Није се квалификовао | Није се квалификовао | Није се квалификовао | 16/26 (28) |        |
| Митја Кревс    | 1.500 м     | 3:44,18 НР   | 3:47,06       | 5. у гр 3     |                      |                      | Није се квалификовао | 19/24      |        |
| Роберт Ренер   | скок мотком | 5,62 НР      | 5,50          | 8. у гр Б     | Није се квалификовао | 16/23 (25)           |                      |            |        |
| Андреј Пољанец | скок мотком | 5,50         | 5,20          | 11. у гр А    | Није се квалификовао | 23 /23 (25)          |                      |            |        |

### Жене
| Атлетичарka   | Дисциплина   | Лични рекорд | Квалификације | Квалификације | Полуфинале            | Полуфинале            | Финале                | Финале       | Детаљи |
| Атлетичарka   | Дисциплина   | Лични рекорд | Резултат      | Место         | Резултат              | Место                 | Резултат              | Место        | Детаљи |
| ------------- | ------------ | ------------ | ------------- | ------------- | --------------------- | --------------------- | --------------------- | ------------ | ------ |
| Маруша Мишмаш | 1.500 м      | 4:12,48      | 4:27,45       | 7. у гр 1     |                       |                       | Није се квалификовала | 19 /19 (20)  |        |
| Марина Томич  | 60 м препоне | 8,13         | 8,34          | 7. у гр. 1    | Није се квалификовала | Није се квалификовала | Није се квалификовала | 23 / 23 (24) |        |
| Маја Браткич  | Троскок      | 13,62        | 12,99         | 19            |                       |                       | Није се квалификовала | 19 / 19 (21) |        |